# Wormaldia longispina
Wormaldia longispina är en nattsländeart som beskrevs av Tian och Li in Chen 1993. Wormaldia longispina ingår i släktet Wormaldia och familjen stengömmenattsländor. Inga underarter finns listade i Catalogue of Life.